# Grędzina
Grędzina est une localité polonaise de la gmina de Jelcz-Laskowice, située dans le powiat d'Oława en voïvodie de Basse-Silésie.